# Mens sana in corpore sano
Mens sana in corpore sano es una cita latina que proviene de las Sátiras de Juvenal. La cita completa es Orandum est ut sit mens sana in corpore sano (Sátira X, 356). Nació en Roma, en el siglo II, es decir, en la época del imperio. De por sí, se atribuye a los griegos, pero esto es incorrecto.[cita requerida] La frase aparece por primera vez en la Sátira X del cómico Juvenal. En la Roma imperial la frase era tomada como una broma.[cita requerida]
Su sentido original es el de la necesidad de orar para disponer de un espíritu equilibrado en un cuerpo equilibrado; no es, por tanto, el mismo sentido con el que hoy en día se utiliza: «mente sana en un cuerpo sano». También le sigue esto a continuación

## Historia

### En latín
orandum est ut sit mens sana in corpore sano.

fortem posce animum mortis terrore carentem,

qui spatium vitae extremum inter munera ponat

naturae, qui ferre queat quoscumque labores,

nesciat irasci, cupiat nihil et potiores

Herculis aerumnas credat saevosque labores

et venere et cenis et pluma Sardanapalli.

monstro quod ipse tibi possis dare; semita certe

tranquillae per virtutem patet unica vitae.

### Traducción al español
Se debe orar que se nos conceda una mente sana en un cuerpo sano.

Pedid un alma fuerte que carezca de miedo a la muerte,

Que considere el espacio de vida restante entre los regalos de la naturaleza.,

Que pueda soportar cualquier clase de esfuerzos,

Que no sepa de ira, y esté libre de deseos

Y crea que las adversidades y los terribles trabajos de Hércules son mejores que las satisfacciones, la fastuosa cena y la placentera cama de plumas de Sardanápalo 

Te muestro lo que tú mismo puedes darte, con certeza que la virtud es la única senda para una vida tranquila.